# حضرة المحترم (فلم)
حضرة المحترم فيلم دراما، موسيقي، استعراضي، كوميدي مصري للمخرج عباس كامل عام 1952  وقام عباس كامل بكتابة القصة والسيناريو والحوار. الفيلم من بطولة محمود شكوكو، سعاد مكاوي، محمد التابعي، زهرة العلا، كارم محمود وماري منيب  وتدور الأحداث حول أم عزيزة صاحبة البيت التي تقع في حب الكبابجي بينما تقع ابنتها في حب ابنه وعندما يتراجع الكبابجي عن زواجها تنقلب عليه وتحاول طرده من أملاكها.
صدر الفيلم إلى دور العرض المصرية في 25 أغسطس 1952.
منح موقع قاعدة بيانات الأفلام العربية «السينما.كوم» الفيلم درجة 4.7/ 10.

## طاقم التمثيل
محمود شكوكو: في دور حمودة (الخطاط)
سعاد مكاوي: في دور نجية (خادمة المحتال شوكت)
زهرة العلا: في دور عزيزة
كارم محمود: في دور حسونة أيوب (ابن الكبابجي)
ماري منيب: في دور أم عزيزة (مالكة البيت)
سليمان نجيب: في دور أيوب (الكبابجي)
محمود المليجي: في دور شوكت (المحتال)
سعيد أبو بكر: في دور جميل (مدير المسرح)
السيد بدير: في دور عبد الموجود عبد الرحيم
محمد التابعي: في دور عبد الرحيم (كبير الرحيمية قبلي)
عمر الجيزاوي: في دور دندراوي (خادم كبير الرحيمية)
يعقوب طانيوس: في دور سند (الكوافير)
بترو طنوس: في دور الخواجة سوفوكليس
الراقصة ليز: في دور ماريا سوفوكليس
الراقصة لين: في دور اسباكيا سوفوكليس
مونا فؤاد: في دور مونا (رفيقة شوكت)
كيتي: في دور زوجة جميل (مدير المسرح)
بالاشتراك مع: ميمي عزيز 

## القصة
تؤجر أم عزيزة (ماري منيب) دكان في أملاكها للكبابجي أيوب (سليمان نجيب) وابنه حسونة (كارم محمود) الذي كان على علاقة عاطفية بابنتها عزيزة (زهرة العلا). تحاول أم عزيزة الزواج من أيوب، ولهذا تقوم بإقراضه 500 جنيه، كما تصبر عليه سبعة شهور دون مطالبته بالإيجار، وعندما يتبين لها أنه لا ينوي الزواج منها، تقوم بتحريض الكوافير سند (يعقوب طانيوس) عليه. تسوء العلاقة بين أيوب وأم عزيزة، التي تنقلب على حسونة وأبيه أيوب، وتسعى بكل الطرق لطرده من الدكان، ويصل بها الأمر إلى توقيع الحجز على الدكان لتسديد كمبيالة الخمسمائة جنيه. تقوم عزيزة بسرقة الكمبيالة لأيوب الذي يرفضها ويطلب منها إعادتها. يقترح الخطاط حمودة (محمود شكوكو) على صديقه أيوب الاقتراض من الخواجة سوفوكليس (بترو طنوس) صاحب الحانة، ولكنه يكتشف أن الخواجة مفلس، ويقترح عليه تكوين فرقة استعراضية يغني فيها حسونة وترقص ابنتاه ماريا (ليز) واسباكيا (لين). يرسل حسونة خطاب لحضرة المحترم كبير الرحيمية قبلي (محمد التابعي) يعرض عليه المشروع لتمويله، ولكن كبير الرحيمية لديه أكثر من مائة طلب عروض لمشاريع مختلفة، ويقرر اللجوء للقرعة فيكسب مشروع حسونه، ويحاول خادمه دندراوي (عمر الجيزاوي) أن يثنيه عن عزمه دون جدوى. يصطحب كبير الرحيمية ولده عبد الموجود (السيد بدير) ومبلغ عشرة آلاف جنيه يضعهم في «زنبيل» صغير متجهين إلى القاهرة. يقابلهم في القطار المحتال شوكت (محمود المليجي) ورفيقته مونا (مونا فؤاد) وخادمته نجية (سعاد مكاوي) وما أن علموا بموضوع زنبيل الفلوس، حتى ألقت مونا شباكها على الكبير وقامت نجيه بالانفراد بعبد الموجود. يدعوهم شوكت للإقامة في بيته، ويقوم بسرقة الزنبيل أثناء نوم الكبير. يقنع حسونه الجميع بمشروع الفرقة الاستعراضية، وتقوم أم عزيزة بإستضافة الكبير، وتتقرب منه، وهنا يشعر أيوب بالغيرة ويندم على ضياعها منه. تقتنع أم عزيزة بزواج عزيزة وحسونة، ويتم تكليف مدير المسرح جميل (سعيد أبوبكر) وزوجته كيتى بتجهيز المسرح وعمل الدعاية. يحاول جميل وشوكت سرقة الزنبيل ويفشلوا، كما تقوم نجيه باستدراج عبد الموجود، وخطفه وهي لا تعلم بخطة شوكت، ويطلبوا من الكبير فدية عشرة آلاف جنيها فيعطيهم الزنبيل، ولكنهم يجدوه فارغا. تقوم كيتي بتهريب نجية، لتدل الكبير على مكان إبنه، وتقوم أم عزيزة بإبلاغ أيوب إذا أراد زواجها عليه إنقاذ عبد الموجود، فيذهب مع الكبير. يبلغ جميل الشرطة بوجود لصوص، سيسرقون الخزينة وبها عشرة آلاف جنيه، ويتم القبض على الكبير وأيوب وحمودة ولا يجدوا الفلوس فقد كان الكبير قد وضعهم في أسفل الزنبيل. تصل الأخبار للدندراوي الذي يشحن أهل الصعيد بسلاحهم في عدة شاحنات متجهين للقاهرة. تقوم عزيزة وأمها بالتنكر في ملابس الكبير وابنه، بالاتفاق مع الشرطة، ويتمكنوا من الإيقاع بشوكت وجميل ويتزوج أيوب من أم عزيزة، وحسونة من عزيزة وعبد الموجود من نجية.

## أغاني الفيلم
الختام: كلمات فتحي قورة - لحن عزت الجاهلي - غناء سعاد مكاوي والجيزاوي
الخطاط: كلمات فتحي قورة - لحن محمود الشريف - غناء محمود شكوكو
الأفيزون: كلمات فتحي قورة - لحن علي فراج - غناء المجموعة
حضرة المحترم: كلمات فتحي قورة - لحن عبد العزيز محمود - غناء سعاد مكاوي
الاستعراض: كلمات فتحي قورة - لحن عبد العزيز محمود
طل القمر: كلمات فتحي قورة - لحن وغناء كارم محمود
الجو صفا لنا: كلمات فتحي قورة - لحن محمود الشريف - غناء كارم محمود 

## الكراسة الدعائية
طبعت كراسة دعائية للفيلم كتب المخرج في مقدمتها: "كلما أقدمت على وضع قصة لإخراجها في فيلم، رحت أفكر كيف أنسي المتفرج دنياه التي يكد فيها ويكدح. رحت أفكر كيف أجعله ينشرح ويبتسم ويضحك ساعتين، فأبث روح المرح والفكاهة والضحك، ولكن ضحكاً دون موضوع ذي فكرة اجتماعية أعالجها بقالبي الذي أشتهرت به، قالب الفكاهة والمرح"، وعلق على هذه الكلمات الناقد محمود قاسم في كتابه "الفيلم الغنائي في السينما المصرية" قائلاً: "ولعل هذا يدفع بالمخرج إلى إسناد أدوار البطولة والشخصيات إلى نفس الفريق، صحيح ليست هناك شادية ولكن هناك "زهرة العلا" و"سعاد مكاوي" وثلاث راقصات هن "ليزا، لين، كيتي"، ويتابع الكاتب مشيراً إلى عدد تاـغتني الكثيرة في الفيلم قائلاً: "مزحوم بأغنيات كتبها فتحي قورة ومن الواضح أن الكل اشترك هنا في الغناء والاستعراضات"، وهو يشير إلى غناء كل أبطال الفيلم حتى زهرة العلا التي غنت مع كارم محمود في أغنية "الجو صفا لنا".

## روابط خارجية
- حضرة المحترم على موقع IMDb (الإنجليزية)
- حضرة المحترم على موقع قاعدة بيانات الأفلام العربية
- حضرة المحترم على موقع الدهليز
- حضرة المحترم على موقع كاروهات